# Lucca bymur
Lucca bymur er en bymur, der går rundt om den gamle del af af byen Lucca i Toscana, Italien. Den er det næstlængste eksempel på en bymur i Europa, idet den med sine 4 km og 223 m er lidt kortere end Nicosia bymur på Cypern, der er 4,5 km lang.
Muren er bevaret i sin fulde udstrækning hele vejen rundt om byen, og den står i dag som den gjorde efter den seneste udvidelse, der blev påbegyndt den 7. maj 1504 og blev afsluttet i 1648. I anden halvdel af 1600-tallet blev der udført flere forbedringer for at leve op til den nyeste viden om kontruktionsteknikker. Den blev aldrig brugt til at forsvare byen. Muren er gennembrudt af ti porte, og den har ni bastioner.
Bymuren blev opført for at afskrække folk i at angribe byen. Republikken Lucca var særligt bange for bystaten Firenzes ekspansionønsker og efterfølgende Storhertugdømmet Toscana. Det endte dog aldrig med en egentlig åben krig mod Storhertugdømmet. Der var derimod konflikter med Hertudømmet Modena i 1500- og 1600-tallet, men udelukkende i Garfagnana, så Lucca blev aldrig udsat for noget angreb eller belejring. Den eneste gang at muren er blevet testet var under en oversvømmelse, hvor floden Serchio gik over sine bredder den 18. november 1812. Portene var lukkede og forstærket med madrasser og opnåede således en relativ vandtæthed for centrum.
Maria Luisa af Spanien (herskede fra 1815-1824) omdannede muren til et parkområde, der strækker sig i hele længden. ombygningen påvirkede også området umiddelbart uden for muren, hvor der blev etableret store græsområder. Stien oven på muren bruges i dag som rekreativt område til gåture og løb. Om sommeren anvendes den også som en stor naturlig scene til koncerter og events.